# Фан-дер-Флит, Константин Петрович
Константин Петрович Фан-дер-Флит (также фон-дер-Флит; 19 сентября (1 октября) 1844 — 11 ноября 1919, Петроград, РСФСР) — русский военачальник.

## Биография
Окончил I Московский кадетский корпус с производством 12 июня 1863 года в чин хорунжего и зачислением в лейб-гвардии Конно-артиллерийскую бригаду. 
12 мая 1866 года был переименован в прапорщики гвардии с назначением старшим адъютантом штаба артиллерии Туркестанской области, а уже 16 августа «за боевые отличия» произведён в чин подпоручика. 8 февраля 1867 года назначен старшим адъютантом военного губернатора Туркестанской области, а 21 июля — адъютантом командующего войсками Туркестанского военного округа генерала К. П. Кауфмана. 
В 1867 году за отличие во время военных действий награждён орденами Святого Станислава III степени с мечами и бантом, Святой Анны III степени с мечами и бантом, Святого Станислава II степени с мечами и Святого Владимира IV степени с мечами и бантом. 23 октября 1869 года «за боевые отличия» был произведён в чин штабс-капитана, а 16 апреля 1872 года «за отличия по службе» в чин капитана. В 1869 году награждён орденом Святой Анны II степени с мечами. 11 июля 1873 года отчислен от должности адъютанта командующего округом с назначением флигель-адъютантом и 31 октября Высочайшим приказом был награждён золотым оружием с надписью «За храбрость». 18 января 1874 года «за боевые отличия» произведён в чин подполковника. 26 сентября 1875 года переведён с чином капитана в лейб-гвардии Конно-артиллерийскую бригаду.
12 августа 1877 года назначен командиром 4-й батареи лейб-гвардии Конно-артиллерийской бригады, командуя которой участвовал в русско-турецкой войне. 29 января 1878 года переведён на должность командира 5-й батареи и 19 февраля 1878 года «за отличия по службе» произведён в чин полковника. В 1883 году награждён орденом Святого Владимира III степени.
30 апреля 1890 года «за отличие по службе» произведён в чин генерал-майора со старшинством с 20 августа того же года и с назначением командиром конно-артиллерийской бригады Кубанского казачьего войска, а 3 февраля 1893 года переведён на должность командира 1-й гренадерской артиллерийской генерал-фельдмаршала графа Брюса бригады. В 1894 году награждён орденом Святого Станислава I степени. 30 января 1895 года уволен от командования бригадой с зачислением в запас.
20 мая 1895 года определён из запаса на действительную службу, с назначением командиром 34-й артиллерийской бригады, а 29 августа того же года назначен командиром 37-й артиллерийской бригады. В 1898 году награждён орденом Святой Анны I степени, а в следующем году пожалован румынским орденом Короны большого креста. 5 декабря 1899 года назначен исправляющим должность начальника артиллерии 17-го армейского корпуса, а 1 января 1900 года произведён в чин генерал-лейтенанта с утверждением в занимаемой должности. 30 июня того же года переведён на должность начальника артиллерии 1-го армейского корпуса. В 1902 году награждён орденом Святого Владимира II степени, а в следующем году Высочайше разрешено принять французский орден Почётного легиона командорского креста и итальянский орден Короны большого креста. В августе 1904 года пожалован знаком отличия беспорочной службы за XL лет.
Во время русско-японской войны, командуя корпусной артиллерией, участвовал в военных действиях, за что 6 июня 1905 года был награждён орденом Белого орла с мечами. 17 августа 1905 года назначен инспектором артиллерии 1-й Маньчжурской армии. За отличие 23 ноября 1905 года был награждён золотым оружием с бриллиантовыми украшениями, а 28 февраля 1906 года «за отлично-усердную службу и труды, понесенные во время военных действий» — орденом Святого Александра Невского.
После окончания военных действий, 19 апреля 1906 года назначен начальником артиллерии Гвардейского корпуса, а 24 апреля 1908 года — помощником командующего войсками Одесского военного округа, с производством 6 декабря в чин генерала от артиллерии. 6 декабря 1911 года пожалованы алмазные знаки к ордену Святого Александра Невского. 9 апреля 1913 года назначен помощником главнокомандующего войсками гвардии и Петербургского военного округа и 6 декабря ему был пожалован орден Святого Владимира I степени.
При мобилизации 19 июля 1914 года назначен главнокомандующим 6-й отдельной армией, которая выполняла задачу по охране Петрограда и побережья Балтийского моря на случай высадки войск противника и боевых действий не вела. 22 марта 1915 года пожалован в генерал-адъютанты, а 21 июля отстранен от командования армией и назначен членом Государственного совета, с оставлением генерал-адъютантом. Вскоре после Февральской революции члены Государственного совета по назначению были отстранены от исполнения своих обязанностей.
Умер в Петрограде. Похоронен на Смоленском лютеранском кладбище.